# Бульвар Мусрепова (Алма-Ата)
Бульвар Мусрепова (каз. Мүсірепов атындағы бульвар) — улица в Бостандыкском районе Алма-Аты. Проходит с юга на север от проспекта Абая вверх в сторону улицы Тимирязева. Дорога на территории КазГУграда от улицы Тимирязева до проспекта Аль-Фараби считается неофициальным продолжением бульвара.
Бульвар непроездной севернее и южнее бульвара Бухар-Жырау, также нет проезда с проспекта Абая и в районе микрорайона «Коктем-2». Начиная от здания школы-гимназии № 51 до улицы Тимирязева, бульвар разделён аллеями.
Бульвар назван в честь Габита Махмутовича Мусрепова (казахский советский писатель, переводчик, критик и драматург, общественный деятель). В 2010 году бульвар был реконструирован от здания Национального банка до ул. Тимирязева.

## Здания и сооружения
- В начале бульвара ниже проспекта Абая с южной стороны расположен Казахский академический театр драмы имени М. О. Ауэзова;
- Рядом с театром, выше проспекта Абая расположены:
  - с западной стороны — Казахский государственный цирк и его административно-бытовой корпус, малый ипподром для лошадей. Также перед цирком находится площадь фонтанов;
  - с восточной стороны — развлекательный парк «Мир фантазий Айя».
- Ниже пересечения с улицей Сатпаева расположен отель Rahat Palace — первый международный отель 5-ти звёзд в Центральной Азии, а сразу за ним - башни «Алматы Тауэрс».
- Выше улицы Сатпаева расположены:
  - с западной стороны — Национальный банк Республики Казахстан;
  - с восточной стороны — Государственный музей искусств Республики Казахстан имени Абылхана Кастеева. Перед музеем находится комплекс фонтанов.
- Сразу за Национальным банком расположено структурное здание АО «Казахтелеком» и Городская больница сестринского ухода[1];
- Севернее (ниже) бульвара Бухар Жырау расположены детская площадка, аллея и школа-гимназия № 51[2].
- Выше пересечения с бульваром Бухар Жырау расположены:
  - Банк Астаны (ранее здание АО «КазТрансГаз»)
  - РСФМСШИ (Республиканская специализированная физико-математическая средняя школа-интернат имени О. Жаутыкова для одаренных детей)
- В конце бульвара Мусрепова на пересечении с улицей Тимирязева расположены:
  - Республиканский колледж спорта. Здание с бассейном и футбольным полем;
  - начало территории КазГУграда (Казахский национальный университет имени аль-Фараби);
  - начало территории Ботанического сада.

## Общественный транспорт
Бульвар имеет пересечения с тремя важными транспортными артериями города:
- на пересечении с проспектом Абая находится станция метро «Театр имени Мухтара Ауэзова»;
- на пересечении с улицей Сатпаева находятся остановки автобусов № 18 (только юго-запад), 95, 121 и другие;
- на пересечении с бульваром Бухар-Жирау находится остановка автобуса № 18 (только восточно-северное направление);
- рядом с пересечением с улицей Тимирязева находится крупная остановка автобусов и троллейбусов «КазГУград».